# Lillestrøm Sportsklubb 2008
Questa voce raccoglie le informazioni riguardanti il Lillestrøm Sportsklubb nelle competizioni ufficiali della stagione 2008.

## Stagione
Il Lillestrøm chiuse la stagione al 12º posto in campionato, mentre l'avventura nella Coppa di Norvegia 2008 si chiuse al secondo turno, con l'eliminazione per mano dell'Eidsvold Turn. Nella Coppa UEFA 2008-2009, invece, fu il Copenaghen ad avere la meglio sul Lillestrøm, nel secondo turno di qualificazione. Steinar Pedersen e Arild Sundgot furono i calciatori con più utilizzati in stagione, con 30 presenze ciascuno (26 in campionato, 2 nella coppa nazionale e 2 in Coppa UEFA). Il miglior marcatore fu Olivier Occéan con 14 reti (11 in campionato, 2 nella coppa nazionale e una in Coppa UEFA).

## Maglie e sponsor
Lo sponsor tecnico per la stagione 2008 fu Diadora, mentre lo sponsor ufficiale fu Nordea. La divisa casalinga era composta da una maglietta gialla con colletto e inserti neri, pantaloncini neri e calzettoni gialli. Quella da trasferta era invece costituita da un completo azzurro, con rifiniture bianche.
| Casa | Trasferta |

## Rosa
| N. |                       | Ruolo | Calciatore          |
| -- | --------------------- | ----- | ------------------- |
| 1  | Finlandia (bandiera)  | P     | Otto Fredrikson     |
| 2  | Norvegia (bandiera)   | D     | Steinar Pedersen    |
| 4  | Norvegia (bandiera)   | D     | Eirik Bertheussen   |
| 5  | Norvegia (bandiera)   | C     | John Anders Bjørkøy |
| 6  | Norvegia (bandiera)   | D     | Ståle Stensaas      |
| 7  | Norvegia (bandiera)   | C     | Espen Søgård        |
| 8  | Slovacchia (bandiera) | C     | Martin Husár        |
| 9  | Norvegia (bandiera)   | D     | Vidar Riseth        |
| 10 | Norvegia (bandiera)   | C     | Bjørn Helge Riise   |
| 11 | Norvegia (bandiera)   | A     | Magnus Myklebust    |
| 12 | Norvegia (bandiera)   | P     | Lars Ivar Moldskred |
| 13 | Norvegia (bandiera)   | D     | Frode Kippe         |
| 14 | Norvegia (bandiera)   | C     | Simen Brenne        |
| 15 | Norvegia (bandiera)   | D     | Marius Johnsen      |

| N. |                     | Ruolo | Calciatore             |
| -- | ------------------- | ----- | ---------------------- |
| 17 | Norvegia (bandiera) | A     | Jon Midttun Lie        |
| 18 | Norvegia (bandiera) | A     | Arild Sundgot          |
| 19 | Somalia (bandiera)  | A     | Ciise Abshir           |
| 20 | Austria (bandiera)  | C     | Markus Kiesenebner     |
| 21 | Tunisia (bandiera)  | D     | Karim Essediri         |
| 22 | Norvegia (bandiera) | D     | Lasse Bergan-Foss      |
| 23 | Norvegia (bandiera) | D     | Pål Steffen Andresen   |
| 24 | Norvegia (bandiera) | A     | Tore Andreas Gundersen |
| 25 | Tunisia (bandiera)  | C     | Khaled Mouelhi         |
| 26 | Norvegia (bandiera) | C     | Mathis Bolly           |
| 27 | Israele (bandiera)  | C     | Dan Alberto Fellus     |
| 29 | Norvegia (bandiera) | P     | Lars Sutterud          |
| 30 | Canada (bandiera)   | A     | Olivier Occéan         |

## Calciomercato

### Sessione invernale(dal 01/01 al 31/03)
| Acquisti | Acquisti             | Acquisti    | Acquisti      |
| R.       | Nome                 | da          | Modalità      |
| -------- | -------------------- | ----------- | ------------- |
| D        | Martin Husár         | HamKam      | fine prestito |
| D        | Steinar Pedersen     | Start       | definitivo    |
| D        | Vidar Riseth         | svincolato  |               |
| C        | John Anders Bjørkøy  | Fredrikstad | definitivo    |
| C        | Dan Alberto Fellus   | Gjøvik-Lyn  | definitivo    |
| C        | Johan Petter Winsnes | Skeid       | fine prestito |

| Cessioni | Cessioni                | Cessioni     | Cessioni   |
| R.       | Nome                    | a            | Modalità   |
| -------- | ----------------------- | ------------ | ---------- |
| P        | Alexander van Wijk      | Kongsvinger  | definitivo |
| D        | Dan Anton Johansen      |              | svincolato |
| D        | Anders Rambekk          | Odd Grenland | definitivo |
| D        | Shane Stefanutto        | Lyn Oslo     | definitivo |
| C        | Viktor Bjarki Arnarsson | KR Reykjavík | prestito   |
| C        | Johan Petter Winsnes    |              | ritiro     |
| A        | Alassane Diomandé       | Alta         | definitivo |

### Sessione estiva(dal 01/08 al 31/08)
| Acquisti | Acquisti       | Acquisti | Acquisti   |
| R.       | Nome           | da       | Modalità   |
| -------- | -------------- | -------- | ---------- |
| D        | Ståle Stensaas | Lyn Oslo | definitivo |

| Cessioni | Cessioni               | Cessioni       | Cessioni |
| R.       | Nome                   | a              | Modalità |
| -------- | ---------------------- | -------------- | -------- |
| C        | Martin Husár           | Spartak Trnava | prestito |
| A        | Tore Andreas Gundersen | Lyngby         | prestito |

## Risultati

### Eliteserien

#### Girone di andata
| Arbitro: | Helgerud (Lier) |

|                    |           |              |
| Ramović 12’ (aut.) | Marcatori | 79’ Sequeira |

| Arbitro: | Skjerven (Kaupanger) |

|                                             |           |                               |
| Andersson 21’, 45’ Keller 56’ Alanzinho 82’ | Marcatori | 32’ (rig.) Mouelhi 89’ Riseth |

| Arbitro: | Hauge (Bergen) |

|  |           |                                         |
|  | Marcatori | 54’, 64’ Abdellaoue 68’ (rig.) Andresen |

| Arbitro: | Alseth (Stjørdal) |

|            |           |          |
| Occean 25’ | Marcatori | 52’ Mota |

| Arbitro: | Øvrebø (Oslo) |

|                               |           |             |
| Einarsson 22’ Demba-Nyrén 45’ | Marcatori | 40’ Sundgot |

| Arbitro: | Berntsen (Vang) |

|                       |           |  |
| Sundgot 6’ Occean 13’ | Marcatori |  |

| Arbitro: | Hauge (Bergen) |

|                                               |           |  |
| Sapara 23’ Skjelbred 52’ Iversen 55’ Koné 66’ | Marcatori |  |

| Lillestrøm 25 maggio 2008, ore 18:00 8ª giornata | Lillestrøm           | 0 – 0 referto | HamKam | Åråsen Stadion (8.758 spett.)\| Arbitro: \| Olsen (Kristiansand) \| |
| Arbitro:                                         | Olsen (Kristiansand) |               |        |                                                                     |

| Arbitro: | Edvartsen (Hamar) |

|           |           |  |
| Olsen 65’ | Marcatori |  |

| Arbitro: | Hagen (Grue) |

|                             |           |  |
| Occean 75’, 79’ Sundgot 83’ | Marcatori |  |

| Arbitro: | Hauge (Bergen) |

|                         |           |             |
| Winsnes 36’ Nystrøm 62’ | Marcatori | 17’ Sundgot |

| Arbitro: | Edvartsen (Hamar) |

|           |           |             |
| Occean 4’ | Marcatori | 5’, 8’ Hoff |

| Arbitro: | Hauge (Bergen) |

|                                              |           |  |
| Jóhannsson 2’, 44’ Elyounoussi 9’ Barsom 31’ | Marcatori |  |

#### Girone di ritorno
| Arbitro: | Sælen (Bergen) |

|                             |           |  |
| Sundgot 11’, 20’ Occean 19’ | Marcatori |  |

| Arbitro: | Øvrebø (Oslo) |

|            |           |                 |
| Pasoja 90’ | Marcatori | 20’, 40’ Occean |

| Arbitro: | Sandmoen (Kjelsås) |

|                                    |           |               |
| Bjørkøy 3’ Occean 22’ Stensaas 57’ | Marcatori | 16’ Bergdølmo |

| Arbitro: | Alseth (Stjørdal) |

|          |           |  |
| Hoff 42’ | Marcatori |  |

| Stavanger 24 agosto 2008, ore 18:00 18ª giornata | Viking            | 0 – 0 referto | Lillestrøm | Viking Stadion (15.014 spett.)\| Arbitro: \| Staberg (Harstad) \| |
| Arbitro:                                         | Staberg (Harstad) |               |            |                                                                   |

| Arbitro: | Olsen (Trondheim) |

|            |           |               |
| Brenne 57’ | Marcatori | 11’ Alanzinho |

| Arbitro: | Ditlefsen |

|               |           |                       |
| Skjølsvik 65’ | Marcatori | 32’ (aut.) Andreasson |

| Arbitro: | Sandmoen (Kjelsås) |

|              |           |               |
| Pedersen 73’ | Marcatori | 36’ Einarsson |

| Arbitro: | Sælen (Bergen) |

|  |           |           |
|  | Marcatori | 55’ Kippe |

| Arbitro: | Hagen (Grue) |

|             |           |                            |
| Sundgot 69’ | Marcatori | 17’ Éverton 49’ Jóhannsson |

| Arbitro: | Staberg (Harstad) |

|                                                 |           |            |
| Pedersen 53’ (aut.) Abdellaoue 64’ Sæternes 78’ | Marcatori | 68’ Riseth |

| Arbitro: | Hauge (Bergen) |

|                                           |           |                        |
| Occean 19’, 89’ Myklebust 71’ Sundgot 76’ | Marcatori | 12’ Strand 35’ Iversen |

| Arbitro: | Sandmoen (Kjelsås) |

|                                      |           |  |
| Aarøy 16’ Kopteff 78’ Fredriksen 81’ | Marcatori |  |

### Coppa di Norvegia
| Sandefjord 12 maggio 2008, ore 18:00 Primo turno                            | Sandar    | 1 – 3 referto                | Lillestrøm | Vesterøya Idrettspark (1.200 spett.) |
| \| \| \| \| \| Ellefsen 42’ \| Marcatori \| 11’ Pedersen 40’, 65’ Occean \| |           |                              |            |                                      |
|                                                                             |           |                              |            |                                      |
| Ellefsen 42’                                                                | Marcatori | 11’ Pedersen 40’, 65’ Occean |            |                                      |

| Eidsvoll 5 giugno 2008, ore 18:00 Secondo turno         | Eidsvold Turn | 1 – 0 referto | Lillestrøm | Myhrer Stadion |
| \| \| \| \| \| Fredrikson 35’ (aut.) \| Marcatori \| \| |               |               |            |                |
|                                                         |               |               |            |                |
| Fredrikson 35’ (aut.)                                   | Marcatori     |               |            |                |

### Coppa UEFA
| Arbitro: | Verbist |

|                                          |           |           |
| Santin 1’ José Júnior 79’ Nordstrand 85’ | Marcatori | 90’ Kippe |

| Arbitro: | Vázquez |

|                       |           |                                                      |
| Occean 29’ Brenne 75’ | Marcatori | 10’ Santin 29’ Aílton 79’ Hutchinson 86’ José Júnior |

## Statistiche

### Statistiche di squadra
| Competizione      | Punti | In casa | In casa | In casa | In casa | In casa | In casa | In trasferta | In trasferta | In trasferta | In trasferta | In trasferta | In trasferta | Totale | Totale | Totale | Totale | Totale | Totale | DR  |
| Competizione      | Punti | G       | V       | N       | P       | Gf      | Gs      | G            | V            | N            | P            | Gf           | Gs           | G      | V      | N      | P      | Gf     | Gs     | DR  |
| ----------------- | ----- | ------- | ------- | ------- | ------- | ------- | ------- | ------------ | ------------ | ------------ | ------------ | ------------ | ------------ | ------ | ------ | ------ | ------ | ------ | ------ | --- |
| Eliteserien       | 28    | 13      | 5       | 5       | 3       | 21      | 14      | 13           | 2            | 2            | 9            | 9            | 26           | 26     | 7      | 7      | 12     | 30     | 40     | -10 |
| Coppa di Norvegia | -     | 0       | 0       | 0       | 0       | 0       | 0       | 2            | 1            | 0            | 1            | 3            | 2            | 2      | 1      | 0      | 1      | 3      | 2      | +1  |
| Coppa UEFA        | -     | 1       | 0       | 0       | 1       | 2       | 4       | 1            | 0            | 0            | 1            | 1            | 3            | 2      | 0      | 0      | 2      | 3      | 7      | -4  |
| Totale            | -     | 15      | 7       | 4       | 4       | 26      | 19      | 16           | 8            | 1            | 7            | 30           | 21           | 31     | 15     | 5      | 11     | 56     | 40     | +16 |

### Statistiche dei giocatori
| Giocatore      | Eliteserien | Eliteserien | Eliteserien | Eliteserien | Coppa di Norvegia | Coppa di Norvegia | Coppa di Norvegia | Coppa di Norvegia | Coppa UEFA | Coppa UEFA | Coppa UEFA  | Coppa UEFA | Totale   | Totale | Totale      | Totale     |
| Giocatore      | Presenze    | Reti        | Ammonizioni | Espulsioni  | Presenze          | Reti              | Ammonizioni       | Espulsioni        | Presenze   | Reti       | Ammonizioni | Espulsioni | Presenze | Reti   | Ammonizioni | Espulsioni |
| -------------- | ----------- | ----------- | ----------- | ----------- | ----------------- | ----------------- | ----------------- | ----------------- | ---------- | ---------- | ----------- | ---------- | -------- | ------ | ----------- | ---------- |
| C. Abshir      | 0           | 0           | 0           | 0           | 0                 | 0                 | 0                 | 0                 | 0          | 0          | 0           | 0          | 0        | 0      | 0           | 0          |
| P. Andresen    | 13          | 0           | 3           | 0           | 1                 | 0                 | 0                 | 0                 | 0          | 0          | 0           | 0          | 14       | 0      | 3           | 0          |
| L. Bergan-Foss | 0           | 0           | 0           | 0           | 0                 | 0                 | 0                 | 0                 | 0          | 0          | 0           | 0          | 0        | 0      | 0           | 0          |
| E. Bertheussen | 9           | 0           | 1           | 0           | 1                 | 0                 | 0                 | 0                 | 2          | 0          | 0           | 0          | 12       | 0      | 1           | 0          |
| J. Bjørkøy     | 25          | 1           | 2           | 0           | 2                 | 0                 | 0                 | 0                 | 2          | 0          | 0           | 0          | 29       | 1      | 2           | 0          |
| M. Bolly       | 2           | 0           | 0           | 0           | 0                 | 0                 | 0                 | 0                 | 0          | 0          | 0           | 0          | 2        | 0      | 0           | 0          |
| S. Brenne      | 20          | 1           | 3           | 0           | 1                 | 0                 | 0                 | 0                 | 2          | 1          | 1           | 0          | 23       | 2      | 4           | 0          |
| K. Essediri    | 16          | 0           | 1           | 1           | 2                 | 0                 | 0                 | 0                 | 2          | 0          | 0           | 0          | 20       | 0      | 1           | 1          |
| D. Fellus      | 8           | 0           | 0           | 0           | 1                 | 0                 | 0                 | 0                 | 1          | 0          | 0           | 0          | 10       | 0      | 0           | 0          |
| O. Fredrikson  | 19          | 0           | 0           | 0           | 2                 | 0                 | 0                 | 0                 | 1          | 0          | 0           | 0          | 22       | 0      | 0           | 0          |
| T. Gundersen   | 7           | 0           | 1           | 0           | 1                 | 0                 | 0                 | 0                 | 0          | 0          | 0           | 0          | 8        | 0      | 1           | 0          |
| M. Husár       | 3           | 0           | 0           | 0           | 1                 | 0                 | 0                 | 0                 | 0          | 0          | 0           | 0          | 4        | 0      | 0           | 0          |
| M. Johnsen     | 3           | 0           | 0           | 0           | 0                 | 0                 | 0                 | 0                 | 0          | 0          | 0           | 0          | 3        | 0      | 0           | 0          |
| M. Kiesenebner | 0           | 0           | 0           | 0           | 0                 | 0                 | 0                 | 0                 | 0          | 0          | 0           | 0          | 0        | 0      | 0           | 0          |
| F. Kippe       | 23          | 1           | 6           | 0           | 2                 | 0                 | 1                 | 0                 | 2          | 1          | 2           | 0          | 27       | 2      | 9           | 0          |
| J. Lie         | 16          | 0           | 2           | 0           | 1                 | 0                 | 0                 | 0                 | 0          | 0          | 0           | 0          | 17       | 0      | 2           | 0          |
| L. Moldskred   | 7           | 0           | 0           | 0           | 0                 | 0                 | 0                 | 0                 | 1          | 0          | 0           | 0          | 8        | 0      | 0           | 0          |
| K. Mouelhi     | 24          | 1           | 2           | 1           | 2                 | 0                 | 0                 | 0                 | 2          | 0          | 0           | 0          | 28       | 1      | 2           | 1          |
| M. Myklebust   | 19          | 1           | 0           | 0           | 2                 | 0                 | 0                 | 0                 | 2          | 0          | 0           | 0          | 23       | 1      | 0           | 0          |
| O. Occean      | 26          | 11          | 2           | 0           | 1                 | 2                 | 0                 | 0                 | 2          | 1          | 0           | 0          | 29       | 14     | 2           | 0          |
| S. Pedersen    | 26          | 1           | 2           | 0           | 2                 | 1                 | 0                 | 0                 | 2          | 0          | 1           | 0          | 30       | 2      | 3           | 0          |
| B. Riise       | 9           | 0           | 0           | 0           | 1                 | 0                 | 0                 | 0                 | 0          | 0          | 0           | 0          | 10       | 0      | 0           | 0          |
| V. Riseth      | 22          | 2           | 7           | 0           | 1                 | 0                 | 0                 | 0                 | 1          | 0          | 0           | 0          | 24       | 2      | 7           | 0          |
| E. Søgård      | 18          | 0           | 4           | 1           | 2                 | 0                 | 0                 | 0                 | 2          | 0          | 0           | 0          | 22       | 0      | 4           | 1          |
| S. Stensaas    | 9           | 1           | 3           | 0           | 0                 | 0                 | 0                 | 0                 | 2          | 0          | 0           | 0          | 11       | 1      | 3           | 0          |
| A. Sundgot     | 26          | 8           | 3           | 0           | 2                 | 0                 | 0                 | 0                 | 2          | 0          | 0           | 0          | 30       | 8      | 3           | 0          |
| L. Sutterud    | 0           | 0           | 0           | 0           | 0                 | 0                 | 0                 | 0                 | 0          | 0          | 0           | 0          | 0        | 0      | 0           | 0          |